# Drepanogynis chromatina
Drepanogynis chromatina är en fjärilsart som beskrevs av Louis Beethoven Prout 1913. Drepanogynis chromatina ingår i släktet Drepanogynis och familjen mätare. Inga underarter finns listade i Catalogue of Life.